# Gonzalo Cordero
Gonzalo Cordero (Caracas, década de 1620-Caracas, 23 de febrero de 1679) fue un compositor y maestro de capilla de la Provincia de Venezuela.

## Biografía
Gonzalo Cordero nació en Caracas en la década de 1620, hijo de Gerónimo Fernández e Isabel Fernández. Se desconoce la razón por la que no usó los apellidos de sus padres, pero fue conocido por Gonzalo Cordero. La información procede de su testamento y no hay mucha más sobre su juventud o su formación musical. Es posible que se formase con el organista Juan García Moreno, que ya estaba activo como músico en la década de 1630.
Se documenta a Cordero por primera vez como sacerdote de la Catedral de Caracas en 1649, cuando celebra de forma honorífica la boda del organista de la Catedral de Caracas, Blas de León, y María Martínez. El 19 de septiembre de 1665 entregó un poder al licenciado Francisco Mareano ante el Rey:

[...] hace un viaje a los Reinos de España, para que comparezca ante el Rey Nuestro Señor en su Real Consexo de Indias y pida y suplique se sirva hacerme la merced en materia a mis méritos y servicios que tengo hechos como parecieran por los recaudos que entrego con testimonio de este poder.

Se desconoce la razón exacta de esta petición, pero es de suponer que se tratase de alguna prebenda de tipo profesional o económica.
En 1671 se creó el cargo de maestro de capilla de la Catedral de Caracas. Fue el último cargo de la capilla de música en crearse, ya que el cargo de organista se había creado en 1592, ocupado sin interrupción, y los cargos de cantores y bajonista a mediados del siglo. El 10 de abril de 1671 se pronunciaba:

Habiéndose notado que en esta iglesia hay notable falta de música de solemnidad por no haber maestro que ensene a los ministros de ella como son capellanes, monacillos y otros ministros y por esto no se celebran los oficios divinos con aquel esplendor y decoro solemne que requiere el culto religioso y [...] atendiendo a que el padre Gonzalo Cordero es diestro en dicho arte y de otras partes de suficiencia para el gobierno del coro en lo tocante a música, Su Señoría Ilustrísima le nombraba y nombro por maestro de música de esta iglesia para la enseñanza y dirección de los ministros cantores con trescientos pesos al año como Maestro de Capilla con obligaci6n de ensenar con frecuentación el canto llano y de órgano y asistir al gobierno de dicha música en el coro todas las festividades de primera clase.
Actas capitulares de la Catedral de Caracas, 1671

Entre las obligaciones del cargo, como se menciona en el texto anterior, estaban las típicas del maestro de capilla: dirección de la capilla de música, educación de los infantes del coro, enseñanza de música a los que quisieran y composición de la música de las misas de las fiestas religiosas importantes:

[...] primeras vísperas y misa mayor a los misereres de cuaresma todos los viernes, el Domingo de Ramos, jueves, viernes y sábado y así mismo la Circuncisión del Señor, la Inmaculada Concepci6n, y su Natividad, Invenci6n de la Santa Cruz, dedicación de San Miguel, las festividades de los Santos Apóstoles y las demás que el capitulo celebrase, los sábados a la Salve, y a las festividades del Santísimo Sacramento y de la Santísimas Virgen dispuestas por el Rey: y se señalo en el coro el asiento que sigue al de los curas al lado izquierdo.

Se le concedió un salario de 300 pesos anuales, aunque una Real Cédula del 22 de enero de 1672 se redujo a 200. Es posible que la reducción fuese causada porque el dinero era necesario en la reconstrucción de la Catedral, destruida tras un terremoto en 1641. Es muy probable que organizara la música en la celebración de la llegada del nuevo obispo de Caracas, fray Antonio González de Acuña: «dos clarines precedieron al Gobernador y Capitán General y una banda instrumental y un coro de cantantes de salmos desfilaron frente al capitulo catedralicio en la procesión hacia la Catedral para el Te Deum».
Debió jubilarse en 1678, ya que su sucesor el en cargo, Buenaventura de los Ángeles, fue nombrado el 22 de octubre de 1678. Gonzalo Cordero falleció unos meses después, el 23 de febrero de 1679 en Caracas. En su testamento, firmado tres días antes de su fallecimiento, aparecen algunos libros de música entre sus magras posesiones, entre los que no se cuentan libros de música.